# Paretroplus maculatus
Paretroplus maculatus Kiener & Maugé, 1966 è un pesce di acqua dolce appartenente alla famiglia Cichlidae e alla sottofamiglia Etroplinae proveniente dal Madagascar.

## Descrizione
Presenta un corpo compresso lateralmente, alto, con la testa dal profilo smussato; la lunghezza massima registrata è di 14,8 cm. La colorazione è grigiastra a fasce verticali scure che sono più evidenti negli esemplari giovanili; negli esemplari adulti appare una linea nera tra gli occhi. Sui fianchi è sempre presente una macchia nera poco oltre le pinne pettorali, la quale rende questa specie facilmente distinguibile dai congeneri.
Il dimorfismo sessuale è poco evidente: il maschio in genere presenta pinne più allungate.

## Distribuzione e habitat
È endemico del nord-ovest del Madagascar, dove è presente nel bacino idrografico del Betsiboka e Mahajamba. Predilige aree dove la corrente è debole e le acque sono torbide e poco profonde.

## Riproduzione
È oviparo e impiega diversi anni a raggiungere la maturità sessuale.

## Conservazione
La lista rossa IUCN classifica P. maculatus come "in pericolo critico" (CR) perché le sue popolazioni sono in rapido declino numerico. Questa specie ha infatti un areale molto ristretto ed è minacciata sia dalla sovrapesca (le sue carni sono molto ricercate) che dal degrado del suo habitat. Quest'ultimo è dovuto alla deforestazione e all'introduzione di specie aliene sia vegetali (come il giacinto d'acqua, presente anche nel Parco nazionale di Ankarafantsika) che animali (pesci del genere Channa).